# National Social Security Fund de Chine
Pour les articles homonymes, voir Social Security Fund.
Le National Social Security Fund de Chine ou NSSF (Fonds national de la sécurité sociale de Chine) est un fonds de pension créé en 2000 par l'État chinois. Le fonds, géré par le Conseil du National Social Security Fund, complète et régule les dépenses de la sécurité sociale.

## Histoire
Le National Social Security Fund de Chine est créé le 1er août 2000 sur décision du comité central du Parti communiste et du conseil d'État. Xiang Huaicheng est le premier président du Conseil. Dès 2001, le fonds investit $153 millions dans le groupe pétro-chimique Sinopec, puis $1,2 milliard dans la Bank of Communications en juin 2004. La même somme est investie dans l'Industrial and Commercial Bank of China.
Central Huijin Investment et le National Social Security Fund de Chine détenait 100 % de la Bank of China, qui est introduite en bourse en 2006. La même année, la NSSF reçoit le feu vert pour investir à l'international, et dispose d'ores et déjà de $1,6 milliard en devises étrangères et d'un premier budget entre $500 et $800 millions. En mai 2008, le fonds est autorisé à investir jusqu'à 10 % de son capital dans des fonds privés domestiques.
En 2011, Bank of America revend 5 % de la China Construction Bank à un consortium chinois réunissant la State Administration of Foreign Exchange, le National Social Security Fund de Chine, et CITIC Securities pour $8,3 milliards.
En avril 2015, le solde du fonds est à 1,235 trilliards de yuans, ce qui est insuffisant selon le conseil d'État qui élargit les champs d'investissement du fonds. En octobre 2017, le fonds atteint les 2,1 trilliards de yuans.

## Description
Le Fonds national de la sécurité sociale en Chine est principalement financé par le budget du gouvernement central, le capital d'État et le revenu d'investissement du fonds. Il complète et régule les dépenses de la sécurité sociale
Le fonds est géré par le Conseil du Fonds, une entité gérée au niveau ministériel et qui rend compte directement au Conseil d'État.

## Participations
Le National Social Security Fund de Chine possède des participations dans les entreprises suivantes :
- Agricultural Bank of China (4 %)
- China Construction Bank (5 % avec le consortium State Administration of Foreign Exchange - National Social Security Fund de Chine - CITIC Securities)
- Bank of China (4,576 %)

## Gouvernance
Présidents du conseil :
- Depuis novembre 2016 : Lou Jiwei (ancien ministre des Finances)[7]
- 2013-2016 : Xie Xuren[7]

## Articles liés
- Comité central du Parti communiste chinois
- Conseil d'État (Chine)